# Inessa Surenovna Tumanjan
Inessa Surenovna Tumanjan (Mosca, 10 settembre 1929 – Mosca, 10 gennaio 2005) è stata una regista sovietica.

## Filmografia parziale

### Regista
- Pjatnadcataja vesna (1972)
- Kogda ja stanu velikanom (1978)